# Eudorylas sericeus
Eudorylas sericeus är en tvåvingeart som först beskrevs av Becker 1898.  Eudorylas sericeus ingår i släktet Eudorylas, och familjen ögonflugor. Arten är reproducerande i Sverige.